# Víctor Chernov
Víctor Mijáilovich Chernov (en ruso: Виктор Михайлович Чернов, 1873-1952) fue un político socialrevolucionario ruso (PSR), ministro del Gobierno Provisional Ruso y el primer y único presidente de la Asamblea Constituyente Rusa. Era el principal ideólogo del partido.
Nacido en un región esencialmente campesina, Chernov, nieto de siervos, comenzó pronto sus actividades subversivas contra el gobierno autocrático zarista. Detenido por la policía, fue condenado a varios años de exilio interior tras acabar sus estudios universitarios de derecho. En 1899 logró un pasaporte de las autoridades y partió al exilio, en parte para completar su formación revolucionaria en Europa occidental.
A comienzos del siglo xx, participó en la fundación de un nuevo partido político neopopulista, el Partido Social-Revolucionario (PSR) cuyo programa político diseñó casi en solitario, convirtiéndose en el principal ideólogo de la formación. Chernov tomó ideas del antiguo naródnichestvo (populismo) ruso del siglo xix y del marxismo para formular su programa neopopulista, que incluyó la definición de clase trabajadora como la unión del proletariado urbano, el campesinado y la intelectualidad y la implantación del socialismo en dos fases revolucionarias.
Regresó del exilio durante la Revolución de 1905 pero pronto volvió a partir al exilio y tuvo que presenciar el rápido desgaste del partido ante la represión zarista tras un breve pero intenso crecimiento que coincidió con la Revolución. En el exilio, siguió dedicándose a la literatura revolucionaria y, una vez que estalló la Primera Guerra Mundial, se opuso a esta y mantuvo una postura internacionalista que no compartieron todos los dirigentes del PSR; la guerra dividió al partido.
Volvió nuevamente a Rusia tras la Revolución de Febrero de 1917 que acabó con la monarquía rusa pero para entonces su actitud respecto a la guerra y a la revolución se había moderado. Ingresó inmediatamente en el Sóviet de Petrogrado, donde su actividad fue escasa y tuvo un papel destacado en la crisis de abril que condujo a la entrada de los socialistas revolucionarios (SR) en el Gobierno Provisional Ruso. En el primer gabinete de coalición, obtuvo la cartera de Agricultura, que conservó con dificultad en el segundo tras las Jornadas de Julio, durante las que tuvo que ser rescatado por Trotski de la multitud enfurecida por la falta de disposición del consejo a tomar el poder. El desempeño de Chernov en el Gobierno fue mediocre: ante la oposición frontal a las medidas reformistas en el campo de la práctica totalidad de sus colegas en el Consejo de Ministros, no pudo apenas aprobar ley alguna y se mostró pasivo e inoperante. La falta de reformas hizo perder apoyos al PSR. Dimitió del Gobierno tras el golpe de Kornílov, al que se opuso, y comenzó a criticar duramente al Gobierno con una diligencia que no había mostrado como ministro. Se opuso en vano a la continuidad de los gabinetes de coalición y mantuvo con dificultad la unidad del PSR a costa de la parálisis del partido, dividido en fracciones irreconciliables.
Abandonó Petrogrado días antes de la Revolución de Octubre, que condenó. Trató efímeramente de formar un Gobierno alternativo al Consejo de Comisarios del Pueblo (Sovnarkom) de Lenin antes de regresar a la capital para asistir a un nuevo congreso del partido, que le devolvió teóricamente el poder, y a la Asamblea constituyente, de la que fue elegido presidente. Tras la única sesión antes de su disolución por el Gobierno bolchevique (Sovnarkom), se trasladó a Moscú y más tarde a Samara, donde intentó organizar con escaso éxito la oposición al Gobierno bolchevique sin aliarse con elementos contrarrevolucionarios. Rechazó la alianza entre elementos socialistas moderados y conservadores que dio lugar al Directorio de Omsk pero fue incapaz de oponerse a él o a la posterior toma del poder en Omsk por parte del vicealmirante Aleksandr Kolchak y los contrarrevolucionarios. En la clandestinidad, para evitar el arresto por las fuerzas de Kolchak o de Lenin, regresó en la primavera de 1919 a Moscú antes de partir al exilio perseguido por la Checa. Vivió en diversos países europeos dedicado a la escritura y la enseñanza antes de trasladarse en 1941 a los Estados Unidos, donde murió en 1952.

## Comienzos
Nació el 19 de noviembrejul./ 1 de diciembre de 1873greg. en el seno de la familia de un funcionario ennoblecido. Su padre, nacido en familia de siervos, había sido maestro y luego había ingresado en el funcionariado local y ascendido a tesorero del distrito tras cuarenta años de servicio. Este puesto lo introdujo en la nobleza, en el Consejo de Estado y le proporcionó la Orden de San Vladimiro. Como otras muchas figuras del partido socialrevolucionario, Chernov nació en la Gobernación de Sarátov, aunque no en la capital, sino en Novouzensk. Víktor era el menor de los hijos del primer matrimonio de su padre. Su madre, de la baja nobleza, falleció durante su infancia y las relaciones con su madrastra y sus nuevos hermanos no fueron cordiales. La relación con su madrastra, calificada por Chernov como de «humillación e insultos», lo hizo identificarse pronto con los oprimidos.

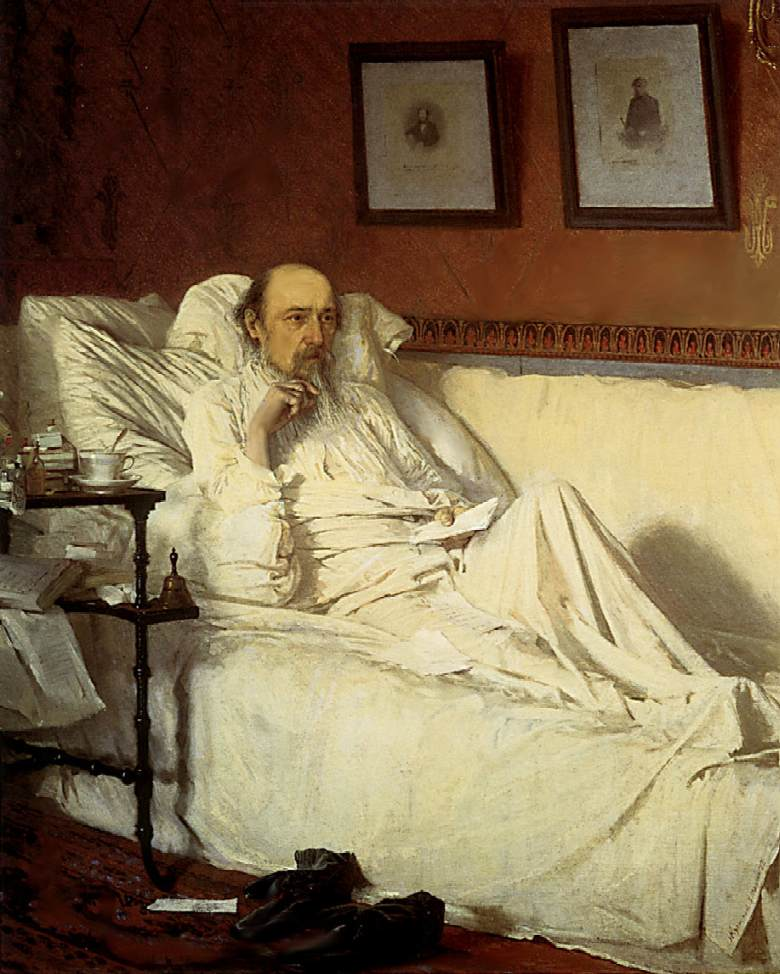
Nikolái Nekrásov, poeta ruso que reflejó la dura vida del campesinado ruso, influyó en el joven Chernov.

Chernov se dedicó durante su adolescencia a la lectura desordenada y la poesía de Nikolái Nekrásov, con su reflejo de los problemas de los campesinos, lo influyó. Fueron años de reclusión intelectual que el propio Chernov describió como anodinos. Fue su hermano mayor Vladímir el que lo introdujo en política, incluyéndolo en su círculo; sus primeras actividades lo llevaron a ser detenido por primera vez por la policía en 1890, aunque fue inmediatamente liberado. Por aquellas fechas, conoció en Sarátov al veterano naródnik Mark Natanson. Se trasladó a Derpt en Estonia en el otoño de 1891 para evitar la persecución policial y acabar sus estudios. Allí continuó sus actividades de propaganda en un círculo estudiantil. Regresó a Sarátov tras finalizar sus estudios.
Chernov estudió Derecho en la Universidad de Moscú, en la que ingresó en 1892 y donde se unió a grupos de estudiantes de tendencia populista, a los que ya había pertenecido en sus años en la escuela secundaria de su provincia natal. Fue encarcelado en 1894 en la Fortaleza de San Pedro y San Pablo de San Petersburgo por su participación en el movimiento estudiantil crítico con el Gobierno zarista y en un efímero partido político populista fundado por Natanson que fue pronto disuelto por la policía. Por intercesión de su padre y de su tío, fue deportado en enero de 1895 a varias ciudades del interior del país, primero a Kamyshin, donde había pasado su juventud. Más tarde pasó brevemente por Sarátov para afincarse finalmente en Tambov. La provincia con mayores revueltas campesinas de la época, Tambov, fue el lugar donde Chernov fundó, junto con otros entre los que se encontraba su futura primera esposa —Anastasia Nikoláievna Slétova—, el primer grupo revolucionario campesino en el pueblo de Pavlodar; las «hermandades» se fueron extendiendo por toda la provincia y fueron el germen de las grandes insurrecciones campesinas de 1905 en la provincia. Este movimiento neopopulista se basaba en la idea de Chernov de alianza entre el proletariado urbano y el campesinado.

## Primer exilio
Tras nueve meses de prisión y tres de exilio interior vigilado (1895-1899), en 1899 logró un pasaporte y emigró a Europa occidental buscando mejorar sus estudios sobre teoría política que había comenzado en Tambov. Se unió a otros partidarios del populismo ruso en el exilio, instalándose primero en Zúrich, donde entró en contacto con los socialdemócratas marxistas en torno a Plejánov, y más tarde en Berna, para pasar a París en 1900. El populismo de Chernov no le granjeó las simpatías de los marxistas de Zúrich y el conocer al populista Zhitlovski, que residía en Berna donde publicaba un pequeño periódico de inclinaciones más afines al populismo, lo animó a trasladarse a esta ciudad. A París se trasladó en enero de 1900, pocos días antes de la muerte de Piotr Lavrov, para participar en la fundación de una organización populista unificada. La muerte del venerado Lavrov no impidió que se crease poco después la Liga Socialista Agraria, de la que Chernov fue uno de los fundadores. Ya en 1902, la Liga se había convertido en una de las principales fuentes de publicaciones radicales que se pasaban de contrabando a Rusia.

## El Partido Socialrevolucionario
El germen del Partido Socialrevolucionario (PSR) se fundó el verano de 1900 en Járkov, adoptando el programa de 1897 de la Unión de Socialistas Revolucionarios. A finales del otoño de 1901, Chernov regresó a Berna. En noviembre se unieron otras formaciones social-populistas para conformar la organización política definitiva, tras largas negociaciones entre las formaciones populistas en Rusia y los exiliados. Chernov fundó el nuevo partido con una mezcla de ideología marxista y populismo (naródnichestvo) ruso, sosteniendo la unidad del proletariado y el campesinado en su pobreza y la hostilidad a la autocracia del zar. El periódico del partido, que editaba Chernov en Suiza junto con Abraham Gotz, se llamó Rusia revolucionaria. Originalmente, había sido una publicación realizada en Rusia por una de las formaciones que había fundado el nuevo partido. La Liga Socialista Agraria, en principio una organización no partidista, acabó ingresando formalmente en el PSR en 1902.
Defendió con ardor el terror como arma política contra miembros de la autocracia rusa durante el periodo anterior al primer congreso del partido en 1905, pero se opuso a su utilización en el campo como medida de presión económica contra los terratenientes.
En 1904 participó como delegado de la nueva formación en la reunión de la Segunda Internacional en Ámsterdam y en la reunión de partidos opositores rusos celebrada más tarde en París.
El programa agrario del partido, formulado en el primer congreso de 1906, celebrado en la localidad finlandesa de Imatra a comienzos de año (29 de diciembre de 1905jul./ 11 de enero de 1906greg.-4 de enerojul./ 17 de enero de 1906greg.), fue obra de Chernov. Se basó en parte en el ideario del populismo ruso y, en parte, en las del marxismo, particularmente del revisionismo. El populismo anterior, de escaso fundamento teórico, se hallaba entonces en total decadencia. Hasta ese momento, la ideología de la formación, unión de diversos grupos afines al neopopulismo, se había reflejado en los artículos publicados entre 1902 y 1905 en el órgano del partido. Estos artículos habían servido para unir a los diversos grupos que se habían reunido para fundar el partido.
El programa revolucionario del partido tenía como objetivo principal el establecimiento de un Gobierno que permitiese la expresión de las opciones políticas de forma libre y la solución de los conflictos políticos de manera pacífica. Como los dirigentes mencheviques, Chernov sostenía que la revolución tendría dos fases, una primera dominada por los liberales burgueses, y otra posterior socialista. En la formulación teórica de Chernov, sin embargo, la primera fase revolucionaria iría más allá de la revolución burguesa e incluiría medidas que permitiesen un rápido paso a la segunda fase de implantación del socialismo. Su principal innovación fue la definición de la clase trabajadora no únicamente como el proletariado urbano, sino como la unión de este con el campesinado, a diferencia de los teóricos marxistas rusos, que excluían a este y lo consideraban pequeño burgués.
Como dirigente del partido, sus principales defectos fueron una tendencia a la intriga política, su imperturbabilidad que a veces lo hizo no intervenir en momentos decisivos y su renuencia a dirigir la organización. Buen trabajador en equipo, no tenía madera de caudillo. Chernov destacó sobre todo como ideólogo, teórico y propagandista del partido, no como organizador: las tareas organizativas y de gestión de la formación quedaron originalmente en manos de otros dos de los fundadores, Grigori Gershuni y Mijaíl Gotz. Más tarde, tras la muerte de estos, Vladímir Zenzínov y Abraham Gotz (hermano menor de Mijaíl) ocuparon sus puestos en el periodo revolucionario de 1917.

## La Revolución de 1905

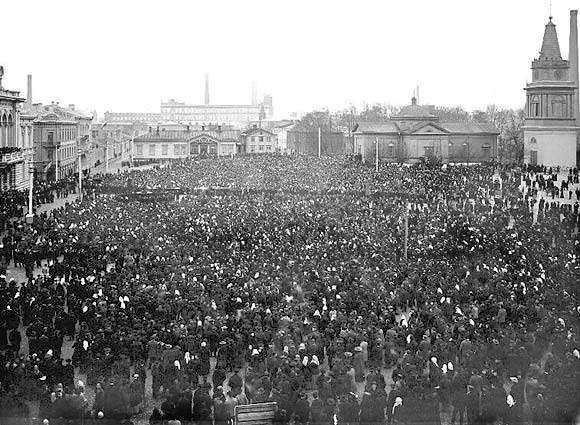
Manifestación en Finlandia durante la Revolución de 1905. Chernov regresó brevemente a Rusia durante el periodo revolucionario, pero volvió a exiliarse ante la represión del Gobierno zarista.

Al igual que otros destacados dirigentes revolucionarios, Chernov se hallaba en el exilio, en Ginebra, cuando estalló la Revolución de 1905 en Rusia. Confió equivocadamente en que su partido sería capaz de dirigir el proceso revolucionario. El concepto de revolución de Chernov coincidía en ciertos aspectos con el de Lenin (en que la burguesía no debía dirigir el proceso, sino que debía hacerlo el proletariado urbano) y Trotski (en su convicción de que la revolución no debía pararse en su fase de revolución burguesa, sino continuar avanzando hacia su fase socialista, sin detenerse). Para Chernov, a diferencia de la mayoría de los socialdemócratas rusos, los trabajadores que debían hacer triunfar la revolución no eran únicamente el proletariado urbano, sino que incluían al campesinado. La primera fase debía incluir la socialización de la tierra, considerada un paso importante hacia el establecimiento de la sociedad socialista. La mayoría de la dirección de los socialrevolucionarios (SR), incluido Chernov, regresó a Rusia a finales de octubre de 1905 para tomar el control de las actividades del partido. Chernov pasó de Suecia a Finlandia (entonces parte del Imperio ruso) y de ahí en tren a San Petersburgo, realizando el viaje con pasaporte falso a nombre de un judío.

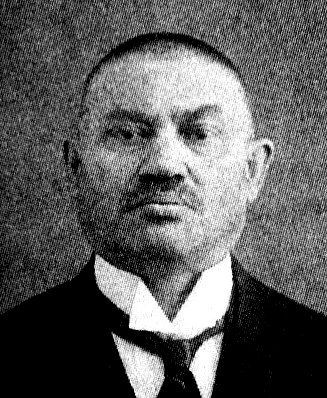
Yevno Azef, jefe de la organización terrorista autónoma dependiente del PSR, demostró ser un agente de la policía secreta zarista. La revelación, junto con otras similares, debilitó el prestigio del partido y del terrorismo como instrumento político entre los socialrevolucionarios (SR).

Como Rusia Revolucionaria había dejado de editarse con el regreso a Rusia de la dirección del partido, Chernov quedó encargado de comenzar otra publicación, y empezó a editar el diario populista El hijo de la patria, que a partir de noviembre fue el nuevo órgano del partido. La publicación, sin embargo, fue prohibida por las autoridades pocas semanas después, en diciembre, en una nueva ola represiva gubernamental.
Abandonó de nuevo el Imperio en 1907 tras pasar a la clandestinidad el año anterior. Participó en el II Congreso, extraordinario, en Tammerfors, en el que el partido analizó el fracaso de la revolución. La represión gubernamental en 1907 y 1908 dañó notablemente al partido, al que privó de muchos de sus cuadros intermedios y aisló a la dirección emigrada de los menguados grupos que habían permanecido en Rusia.
Chernov consideró que las reformas en el campo del primer ministro zarista Piotr Stolypin, que amenazaban la tradicional comuna rusa, idealizada por los populistas, no afectarían al carácter revolucionario del campesinado. Pensaba que el capitalismo agrario perseguido por el Gobierno no progresaría en el campo ruso. Durante la crisis del partido por el descubrimiento de agentes de la policía zarista infiltrados en la formación, especialmente en la organización terrorista autónoma, defendió en principio la inocencia de los acusados, en especial la de Yevno Azef, aunque finalmente accedió a asesinarlo cuando quedó probada su culpa. Azef, que comenzó a sospechar, logró huir a comienzos de enero de 1909. Estos descubrimientos desprestigiaron al partido, a pesar de los esfuerzos de Chernov por defender el terrorismo como un instrumento más del PSR. Pronto el partido abandonó sus acciones terroristas, que no habían logrado su objetivo de desencadenar un alzamiento popular contra la autocracia. La represión zarista y la crisis del terrorismo agudizaron la crisis interna del partido en los años anteriores a la Primera Guerra Mundial.
Entre 1908 y 1910, tuvo lugar en el PSR otro acontecimiento trascendental para su actividad en 1917: el abandono de algunos influyentes dirigentes de su apoyo a la revolución, su moderación y adopción de una actitud de cambio de la situación política y social mediante la evolución. Esta fracción incluía un sector «liquidacionista», similar al que surgió entre los socialdemócratas del Partido Obrero Socialdemócrata de Rusia, que defendía la disolución de las organizaciones clandestinas. Chernov, sin embargo, fue de los dirigentes que mantuvieron su respaldo al proceso revolucionario.
Entre 1910 y 1912, editó el periódico El socialrevolucionario, impreso en París. En 1910 dejó a su primera esposa, Anastasia Nikoláievna Slétova, de la que se divorció formalmente en 1917. Más tarde, contraería un nuevo matrimonio con Ida Pedder el 28 de diciembre de 1918 en Cheliábinsk.

## La Primera Guerra Mundial
Chernov defendió una postura internacionalista durante la Primera Guerra Mundial, a diferencia de otras figuras del partido, que sostuvieron una posición «defensista» ante el conflicto. El 22 de agosto de 1914, varios dirigentes del partido se reunieron en Beaugy-sur-Clarens, un pueblo cercano a Ginebra, para tratar de acordar una postura común para todo el PSR frente a la guerra. Chernov y Natanson representaron el sector más internacionalista y derrotista, mientras que Bunakov, Rúdnev o Nikolái Avkséntiev personificaban al sector más derechista y defensista del PSR. Chernov se opuso a la guerra y defendió la derrota de la autocracia rusa en la contienda, al contrario que los defensistas, que abogaron por la lucha a favor de la Entente contra lo que consideraban militarismo alemán. Propuso además la creación de una nueva Internacional Socialista mediante la convocatoria de una conferencia de socialistas opuestos a la guerra, que finalmente acabó celebrándose el año siguiente en Zimmerwald. La conferencia no logró acordar una postura única para el partido sino que, por el contrario, mostró la división entre las fracciones internacionalista y «defensista». Chernov sostenía la necesidad de que una alianza internacional obrera (la «tercera fuerza») comenzase a trabajar para poner fin al conflicto, impusiese una paz sin anexiones ni indemnizaciones de guerra y, en caso de lograr el poder en algunos de los países beligerantes (probablemente Rusia, por contar con un Gobierno impopular y una intensa diferencia de clases), mantuviese una postura defensiva a la vez que presionara al resto de contendientes para alcanzar la paz. Al comienzo de la guerra, pues, Chernov mantenía una actitud similar a la de Lenin sobre la guerra. Su postura era minoritaria en el partido. Sin defender el derrotismo explícito de Lenin y sus partidarios y admitiendo la necesidad de la defensa nacional, se oponía a las ambiciones nacionalistas y a los objetivos imperialistas de la guerra de los «defensistas» más extremos, siendo criticado por ambos polos.
La división en el PSR entre internacionalistas y «defensistas» era tal que las dos fracciones comenzaron a reunirse por separado desde noviembre de 1914. Las actividades separadas de ambas caracterizaron al partido hasta la Revolución de Febrero de 1917. Chernov defendió el internacionalismo junto con otros partidarios de él a través de una serie de publicaciones periódicas sucesivas: Idea (publicada en París de noviembre de 1914 a marzo de 1915), Vida (de marzo de 1915 a comienzos de 1916) y Ecos de la vida.
A comienzos de 1915, asistió a la conferencia de socialistas de países aliados en Londres, que acabó con un llamamiento a favor de la victoria de la Entente, que Chernov no defendió, absteniéndose en las votaciones, para disgusto de Yuli Mártov, que lo criticó con dureza por no haberse opuesto.
Junto a otro delegado socialrevolucionario, Natanson, más cercano a Lenin, participó en la Conferencia de Zimmerwald, votó a favor de la resoluciones, pero se negó a firmarlas, en desacuerdo con algunos puntos. Echaba en falta el hincapié en los intereses dinásticos rusos como parte de las causas de la guerra y la inclusión del campesinado como parte principal entre las víctimas del conflicto mundial.
La postura internacionalista y opuesta a la guerra de Chernov se fue moderando con el tiempo y, para cuando estalló la revolución que acabó con la monarquía en Rusia a comienzos de 1917, se había acercado a la posición de la derecha del partido, lo que tuvo importantes repercusiones por el prestigio de Chernov entre los activistas socialrevolucionarios.

## La Revolución de Febrero
Nuevamente, la Revolución de Febrero de 1917 estalló cuando los principales dirigentes revolucionarios rusos se hallaban ausentes de la capital, bien en el exilio o en Siberia. Chernov se encontraba entonces en París. Regresó a Rusia en abril y llegó a la capital el 8 de abriljul./ 21 de abril de 1917greg. con un grupo de «defensistas» (entre ellos Borís Sávinkov y Nikolái Avkséntiev), habiéndole denegado el regreso anteriormente los británicos por su oposición a la guerra. Pasó por Francia, Gran Bretaña y Suecia antes de poder cruzar la frontera sueco-finlandesa, llegar a Helsinfors y alcanzar la capital rusa, cinco días después que Lenin. Inmediatamente, habló ante el Sóviet de soldados y trabajadores de la capital, el Sóviet de Petrogrado, y fue elegido para fungir en su comité ejecutivo.

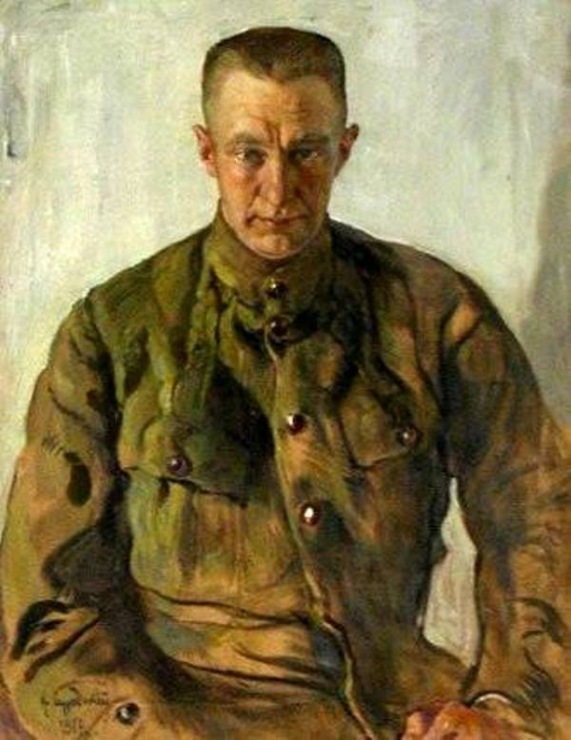
Aleksandr Kérenski, teóricamente socialrevolucionario y colega de gabinete de Chernov, mantuvo tensas relaciones con este, que se deterioraron de manera definitiva tras el golpe de Kornílov, en el que Chernov lo acusó de connivencia con el general golpista.

A su vuelta, ingresó como editor de la principal publicación del partido, el periódico Delo Naroda (La causa del pueblo). Su dedicación primero a este y más tarde a las tareas de su ministerio hicieron que el papel de Chernov en las actividades del sóviet capitalino fuese mínimo.
Debilitado por el periodo entre la revolución de 1905 y la de 1917, el PSR no se hallaba en condiciones de tomar por sí mismo el poder y decidió respaldar al nuevo Gobierno provisional surgido de la revolución, aunque en principio sin participar en él y menos en coalición con las fuerzas burguesas. Chernov aprobó, sin embargo, la participación de Kérenski en el Gobierno a título personal, pero no como representante oficial del PSR en el Consejo de Ministros: Kérenski debía servir de enlace entre el Sóviet de Petrogrado y el Gobierno.
La posición política del partido en 1917 dio prioridad a los cambios políticos (extensión de los derechos civiles y descentralización administrativa) frente a los sociales promulgados en su programa de 1906. La socialización de la tierra, que debía realizarse en la primera fase revolucionaria de acuerdo con el programa debía aplicarse, según Chernov, en la Asamblea Constituyente y los cambios sociales se suponía que llegarían más adelante, como resultado del albedrío de los ciudadanos, libres ya para tomar sus propias decisiones gracias a las reformas políticas. Uno de los instrumentos que debía facilitar el tránsito al socialismo y que Chernov defendió con vehemencia eran las cooperativas, consideradas escuelas de desarrollo personal y de aprendizaje del autogobierno.
Fue una figura fundamental de la crisis de abril que llevó a la dimisión del ministro de Asuntos Exteriores, militante del Partido Democrático Constitucional (KD), Pável Miliukov por su sostenimiento de los objetivos de guerra imperialistas heredados del gobierno zarista y a la formación del primer Consejo de Ministros de coalición burgués-socialista y atacó duramente al ministro. Chernov deseaba que Rusia encabezara una nueva postura favorable a una paz sin anexiones ni indemnizaciones de guerra que los bloques imperialistas enfrentados se viesen obligados a aceptar.

### Primera coalición: ministro de Agricultura
Defendiendo su ideal de gobierno participativo, respaldó al Sóviet de Petrogrado y más tarde ingresó a mediados de mayo en el segundo gabinete del Gobierno Provisional Ruso (el primero de coalición entre las formaciones socialistas y las burguesas) como ministro de Agricultura, junto con Aleksandr Kérenski, también miembro del partido PSR y responsable de Defensa. Su nombramiento coincidió con la entrada, como minoría (cinco de los quince ministros), de destacados socialistas moderados en el Gobierno de coalición con los liberales, tras la crisis gubernamental en abril por las declaraciones a favor de la continuación de la guerra de Pável Miliukov, que perdió su cartera de Asuntos Exteriores. Ocupó el cargo durante los dos primeros gabinetes de coalición.

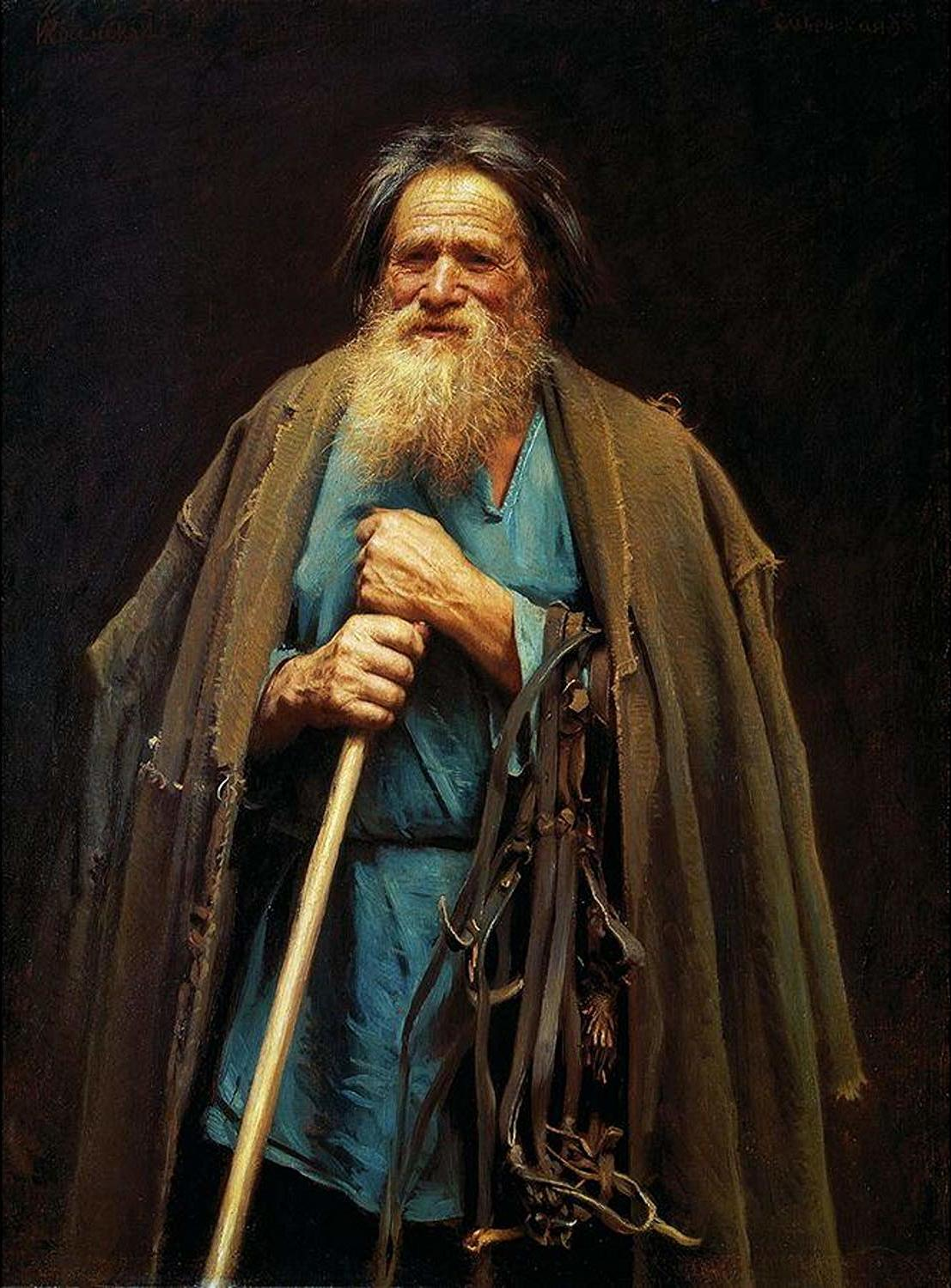
Campesino ruso, pintado por Iván Kramskói. La falta de medidas revolucionarias sobre la tierra durante su periodo al frente del Ministerio de Agricultura del Gobierno provisional menoscabó el prestigio de Chernov y del PSR entre el campesinado ruso.

Los campesinos, temerosos de ocupar las fincas de los terratenientes por si la revolución era aplastada nuevamente como lo había sido en 1905 y se producían ejecuciones masivas de labradores como entonces, tomaron el nombramiento como el símbolo de la permanencia de la revolución y comenzaron a ocupar abiertamente las posesiones de los hacendados. Su objetivo era la puesta en marcha del programa socialrevolucionario de reforma agraria, elaborado fundamentalmente por el propio Chernov.
Durante el periodo del Gobierno provisional, insistió en la necesidad de mantener al partido unido lo que llevó, dada el gran número de fracciones, a la parálisis política de la organización. Sus propuestas ocultaron temporalmente las grandes divisiones entre las secciones izquierdistas y derechistas de la agrupación, irreconciliables en muchos asuntos. Ante su constante debilidad y horror al enfrentamiento, que podía fracturar el partido, Chernov cedió tácitamente el mando del mismo a Abraham Gotz, más impetuoso e ideológicamente más conservador, durante el tercer congreso del partido. En este tercer congreso, celebrado en la primavera (del 7 al 4 de juniojul./ 17 de junio de 1917greg.), el PSR adoptó una serie de resoluciones a favor de la socialización de la tierra, aunque se opuso a la ocupación de las fincas por los campesinos, y defendió el traspaso de las mismas a los «comités de tierras», que debían administrarlas transitoriamente hasta que la Asamblea constituyente dispusiese qué hacer con ellas. Sobre la guerra, el partido adoptó una postura defensista, aprobada por Chernov, que había abandonado para entonces su anterior «zimmerwaldismo». Sobre el asunto de la coalición social-burguesa, el PSR aprobó la moción de Chernov de mantenerla de manera temporal hasta la formación de un futuro e indefinido Gobierno puramente socialista. Las resoluciones del congreso contaron con el respaldo de Chernov que, sin embargo, tuvo que enfrentarse a una mayoría conservadora en el nuevo comité central surgido del mismo, un comité dividido e incapaz de dirigir el PSR y sin un programa claro de transición al socialismo.
En el Gobierno, a pesar de contar con otros colegas socialistas, quedó pronto aislado ante el conservadurismo de estos y la falta de cooperación incluso de aquellos teóricamente pertenecientes al mismo partido (Kérenski y Perevérzev) pero que no seguían sus directrices. Chernov se mostró impotente para aplicar sus antiguas teorías políticas. El resto de ministros mantenía una posición radicalmente contraria a la de Chernov en asuntos agrarios. La división interna del PSR, que lo debilitaba, las necesidades militares, que eran contrarias a cambios en el campo que pudiesen menguar la producción, y el énfasis de los dirigentes del PSR por las reformas políticas frente a las sociales debilitaron la posición de Chernov en el Gobierno.
Las tres medidas fundamentales del programa agrario de Chernov fueron:
- La abrogación de la legislación de Stolypin[75] que había permitido la formación de parcelas privadas con tierras anteriormente pertenecientes a las comunas campesinas (28 de juniojul./ 11 de julio de 1917greg.[75] y 19 de juliojul./ 1 de agosto de 1917greg.).[77]
- La prohibición del comercio de terrenos para evitar su venta a terratenientes e inversores (12 de juliojul./ 25 de julio de 1917greg.).[77][75] Esta medida fue originalmente aprobada en unión con el Ministerio de Justicia, que poco después se opuso a ella.[75]
- El traspaso temporal de la gestión de la tierra a los «comités de la tierra», hasta que la futura Asamblea Constituyente Rusa legislase definitivamente sobre la propiedad de la misma[62] (imposible de aplicar por la oposición del resto del Gobierno).[77] Esto debía acabar con la ocupación desordenada de tierras por parte de los campesinos.[75]

El Gobierno en su conjunto, sin embargo, no respaldó el programa de socialismo agrario y la primera fase de socialización de las tierras del programa socialrevolucionario de Chernov. Este fracasó en la aplicación de las medidas agrarias del programa del PSR. Toda una serie de propuestas reformistas presentadas ante el gabinete (reformas de las pesquerías, del uso de los bosques o de los pastos) fueron rechazadas por el Gobierno.

### Intermedio y segunda coalición

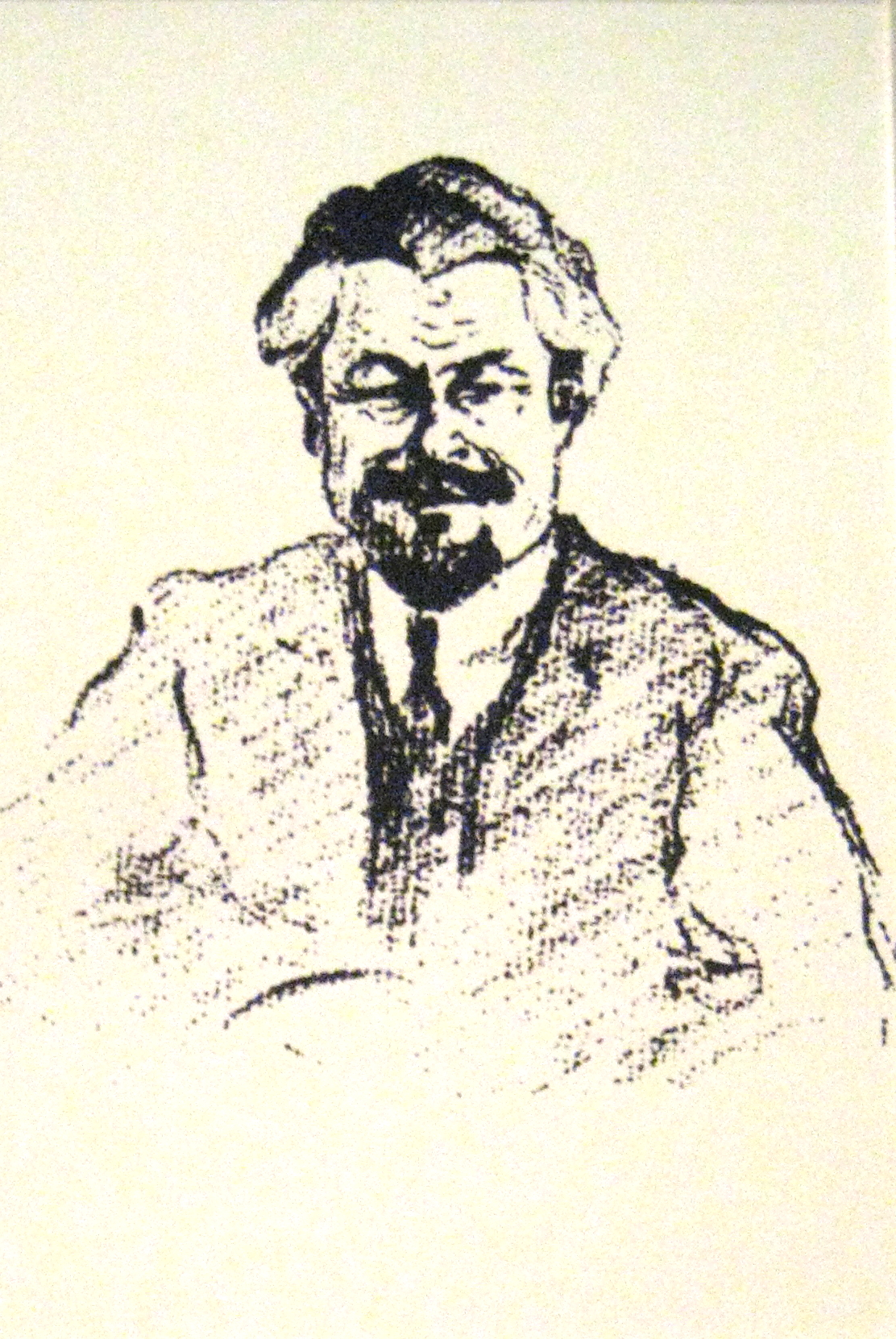
Caricatura de Chernov del dibujante Yuri Artsybáshev, durante la Conferencia Estatal de Moscú de agosto de 1917.

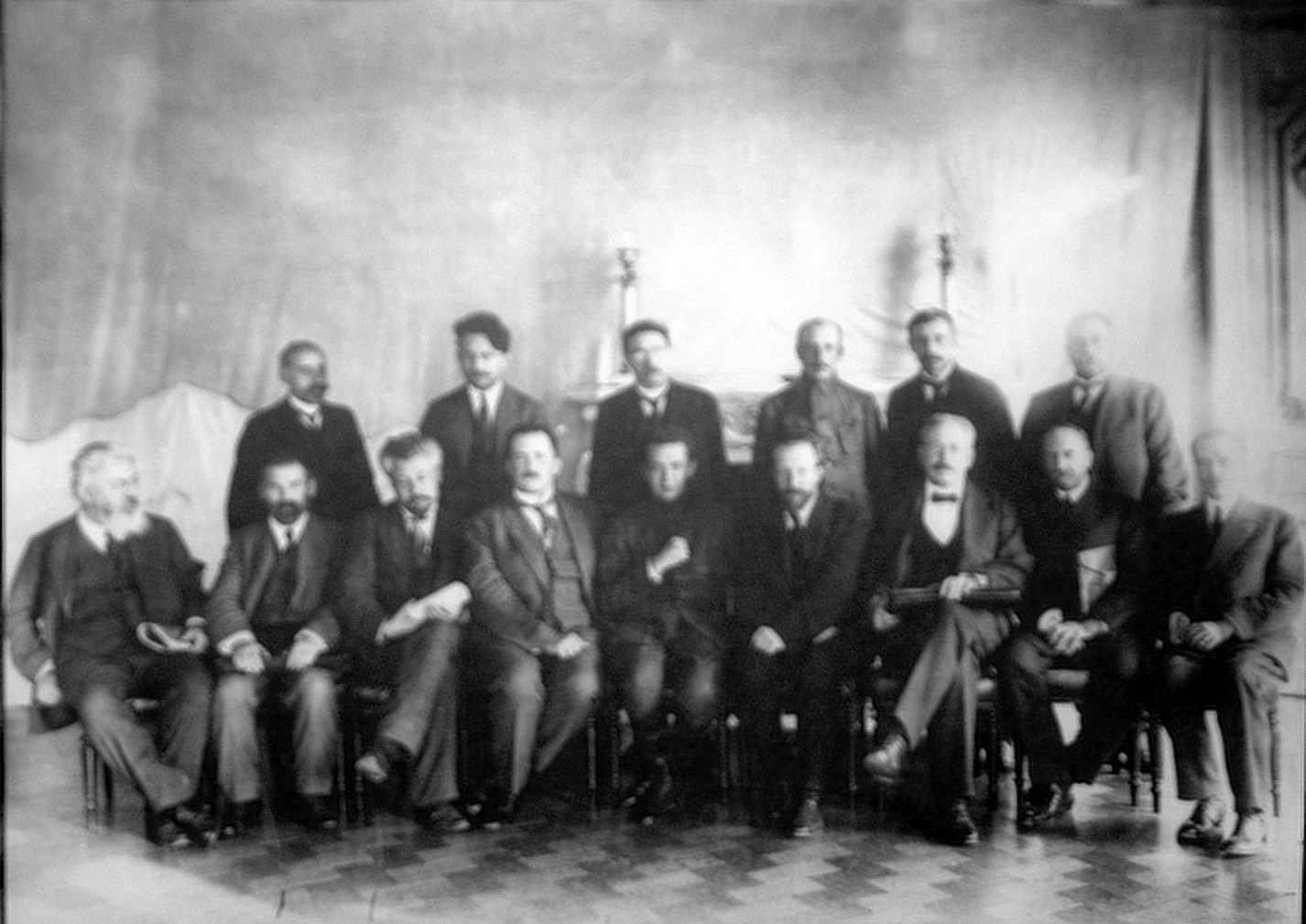
Segundo gobierno de coalición (ago 1917). Chernov está sentado 3.º por la izda.

Chernov fue uno de los dirigentes rodeados en el Palacio Táuride por los manifestantes armados que durante las Jornadas de Julio exigieron la entrega del poder político a los sóviets y la abolición del Gobierno provisional. Enviado a parlamentar con los insurrectos, fue arrestado por estos, furiosos por la renuencia del sóviet a tomar el poder como reclamaban los congregados. Trotski atravesó rápidamente la muchedumbre para acercarse al automóvil donde Chernov se hallaba encerrado y aterrorizado. Logró su liberación dirigiéndose a los manifestantes.
Su política de concesiones a los comités campesinos para retener las fincas arrebatadas a los terratenientes fue una de las principales causas de la ruptura entre liberales y socialistas que el 3 de juliojul./ 16 de julio de 1917greg. llevó a la dimisión del primer ministro liberal Gueorgui Lvov. Chernov había defendido, con la oposición del Gobierno, una transferencia de la tierra a los campesinos, paulatina y muy condicionada. Los mayores logros en la aplicación del programa agrario de su partido se dio en este intermedio, entre la renuncia de Lvov y el regreso de los kadetes en el segundo Gobierno de coalición con Kérenski como primer ministro.
A finales de julio, los kadetes y los industriales con los que Aleksandr Kérenski negoció ese mes para formar un nuevo gabinete exigieron su dimisión para volver al Gobierno encabezado por Kérenski, opuestos a su política agraria. Tras una dura campaña de difamación de la prensa conservadora, que lo llegó a acusar de judío para desacreditarlo, dimitió de manera temporal el 20 de juliojul./ 2 de agosto de 1917greg. para permitir que sus acusadores probasen sus insinuaciones, que incluían el trabajar para los alemanes, sin dañar la imagen del Gobierno. Regresó a los pocos días al gabinete, con amplio respaldo campesino y militar y ante la incapacidad de sus acusadores de probar sus imputaciones. La fracción más conservadora del partido, que había tratado de reemplazarlo por otro miembro del partido mejor visto por los kadetes, salió derrotada ante el respaldo del resto de la agrupación. Chernov conservó la cartera de Agricultura en el segundo Gobierno de coalición, también encabezado por Kérenski y formado el 25 de juliojul./ 7 de agosto de 1917greg.. El comité central del partido había impuesto su presencia en el Gobierno para mantener la coalición con los representantes burgueses. Chernov era el único socialista de los nueve ministros del nuevo Gobierno que no estaba más cerca de los liberales que del Sóviet de Petrogrado. El gabinete, en coalición con algunos partidos de derecha, abandonó el programa del Sóviet y tomó un rumbo más conservador.
Chernov se encontró nuevamente aislado en el segundo gabinete de coalición, a pesar de la presencia de otros socialrevolucionarios como Kérenski (presidente del Consejo de Ministros) o Nikolái Avkséntiev (ministro de Interior). No solamente su postura se encontraba muy a la izquierda del resto del gabinete y sin apoyos en él, sino que sus colegas sentían una antipatía personal hacia él, especialmente el ministro de Asuntos Exteriores, Mijaíl Teréshchenko, que lo consideraba un traidor, y el antiguo terrorista socialrevolucionario Borís Sávinkov, viceministro de Defensa y patrón de Lavr Kornílov. En esta situación, no logró aplicar ninguna medida del programa agrario del partido. Su permanencia en el Gobierno perdió sentido. Sus intentos de dimitir, no obstante, fueron rechazados por el comité central del PSR.
Por otra parte, su inclinación a permitir las divergencias de opiniones en el partido y no expulsar a aquellos en desacuerdo con la dirección perpetuó las diferencias en su seno, especialmente en la cuestión de la continuación de la guerra.
Chernov y el PSR consideraban la Asamblea constituyente el remedio para todos los males del Gobierno provisional pero, aun así, aceptaron el retraso de las elecciones a la misma, fijadas originalmente para el 25 de noviembre y retrasadas al 11 de diciembre el 22 de agosto.

### El golpe de Kornílov

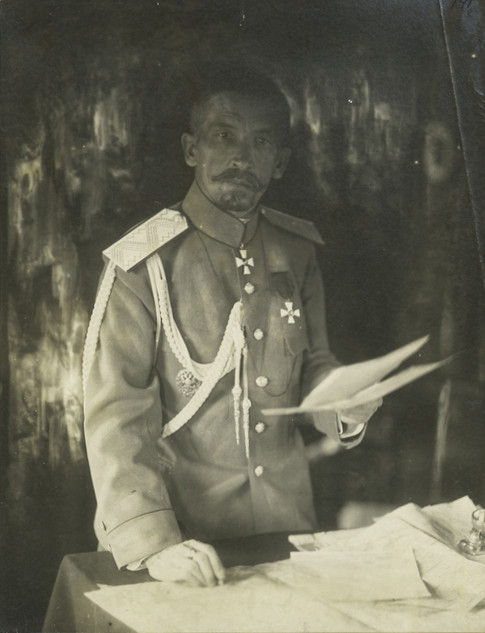
El general Lavr Kornílov, general en jefe del Ejército ruso, trató en vano de tomar el poder en septiembre. La colusión de parte del Gobierno con la intentona hizo que Chernov abandonase el gabinete y comenzase a atacar duramente al Gobierno.

Chernov sufrió una campaña de desprestigio por parte del general en jefe del 8.º Ejército en el verano de 1917, general Lavr Kornílov, que desde el 19 de juliojul./ 1 de agosto de 1917greg. lo era del Ejército ruso. Había aceptado el traspaso de la titularidad de las tierras a los campesinos que las trabajaban, para disgusto de los terratenientes, que apoyaban a Kornílov como posible dirigente de un Gobierno militar. La derecha emprendió una campaña en su contra, en la que lo tacharon de espía alemán.
El descontento con las medidas del Gobierno del que Chernov seguía formando parte llevó a parte de los seguidores de los socialrevolucionarios bien a respaldar a la nueva fracción izquierdista del partido, los socialrevolucionarios de izquierda, bien a traspasar su apoyo a los bolcheviques. Este proceso se aceleró tras el fracasado golpe de Estado de Kornílov a comienzos de septiembre.

### La tercera coalición y el Preparlamento
Tras su renuncia como ministro (27 de agostojul./ 9 de septiembre de 1917greg.), en protesta por sus sospechas de colusión de una parte del Gobierno con Kornílov, Chernov acusó duramente al Gobierno de no haber avanzado en la reforma agraria, aunque durante sus cuatro meses al frente del ministerio no había defendido con la misma vehemencia su aplicación, optando por la pasividad ante la hostilidad de sus colegas del gabinete. Se lo considera un mal ministro, buen teórico pero incapaz de plasmar en medidas prácticas dicha teoría o de defenderla ante la oposición de otros ministros. Lo sustituyó en la cartera de Agricultura un correligionario del PSR, Máslov, que pertenecía al sector más conservador del partido.
La fracción izquierda del partido, completamente descontenta con el desempeño de Chernov como ministro, se negó a apoyar su propuesta de mantener la coalición con elementos burgueses apartando a los kadetes, mientras que el ala derecha del partido seguía manteniendo su apoyo firme a la coalición y a la inclusión de estos en el gabinete. Incapaz de mantener la cohesión del partido por más tiempo, Chernov tuvo que presenciar cómo la delegación socialrevolucionaria en el Preparlamento quedaba completamente dividida en sus diversos sectores. El centro del partido, que hasta entonces Gotz y Chernov habían mantenido unido las más de las veces, se quebró entre izquierda y derecha; la organización del partido y el comité central quedaron en manos de esta última. Chernov quedó aislado.
Con el sector conservador del partido cada vez con mayor control y menos dispuesto a tolerar disensiones y la formación del tercer Gobierno de coalición, Chernov se retiró temporalmente del primer plano de la política nacional, esperando que el cuarto congreso del partido, previsto para diciembre, le permitiese volver a tomar el control de la formación. Hasta entonces su plan era recorrer el país para conocer la situación en las provincias y movilizar a los militantes para el congreso.

## La Revolución de Octubre

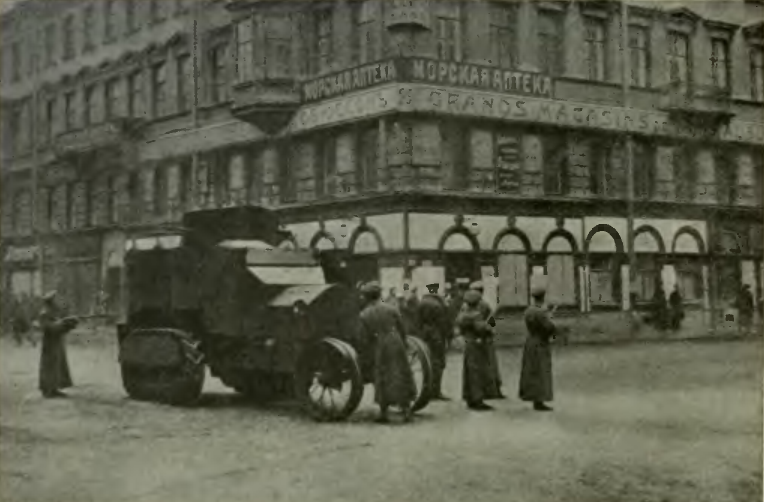
Tropas favorables a la Revolución de Octubre en Petrogrado. Chernov se hallaba lejos de la capital durante la toma del poder por los bolcheviques y se mostró contrario a esta.

Durante la Revolución de Octubre, Chernov demostró ser un intelectual brillante y gran teórico político, pero un dirigente revolucionario mediocre, incapaz de mostrar la decisión y capacidad para tomar el poder o de saber el momento oportuno para lograrlo. Esta descripción, aplicable a otros grandes dirigentes socialistas del momento, facilitó la toma del poder por los bolcheviques. Chernov había abandonado la capital la tarde del 22 de octubrejul./ 4 de noviembre de 1917greg. ante la gran tensión interna en el partido, dividido entre la línea del comité central, favorable al mantenimiento del Gobierno de coalición social-burguesa y a seguir respaldando a Kérenski, y la oposición de centro-izquierda de la que Chernov era el principal exponente, contraria a estos. Rechazando defender la posición del comité central y no queriendo infringir la disciplina del partido mostrando sus opiniones en el II Congreso Panruso de los Soviets, abandonó Petrogrado para realizar una gira por Moscú y el frente, dos días antes del golpe bolchevique.
Durante el golpe bolchevique se hallaba en el frente. Trasladado al cuartel general del alto mando del Ejército en Maguilov, comenzó a formar un Gobierno alternativo al bolchevique con cierto apoyo de las unidades militares y del poderoso sindicato de ferroviarios. Propuso además el traslado de la sede del II Congreso de Consejos Campesinos, que estaba a punto de celebrarse, de la capital a Maguilov, idea aprobada por escaso margen por el comité ejecutivo del consejo pero que finalmente fracasó. El 11 de noviembrejul./ 24 de noviembre de 1917greg., el plan de formar un gabinete rival al de Petrogrado se abandonó, en parte por la creciente oposición de los consejos de base en los ejércitos, cada vez más radicales, y por la oposición de Abraham Gotz y Nikolái Avkséntiev, recién llegados al cuartel general y considerados por Chernov como representantes de la opinión del partido, que rechazaron la medida. Ante la falta de apoyo para una confrontación abierta con los bolcheviques, decidió regresar a la capital para oponerse a ellos dialécticamente. Chernov, en una muestra más de debilidad, se había plegado de nuevo a las opiniones del ala derecha del partido, que lo utilizaba como figura de prestigio pero trataba de evitar que pusiese en práctica sus posiciones, más izquierdistas.
En diciembre participó, ya de vuelta en Petrogrado, en el IV Congreso del partido (del 26 de noviembrejul./ 9 de diciembregreg. al 5 de diciembrejul./ 18 de diciembre de 1917greg.), condenó el golpe de los bolcheviques que había conducido a la formación del Consejo de Comisarios del Pueblo (Sovnarkom) y exigió el traspaso del poder a la Asamblea Constituyente. En el congreso, Chernov obtuvo la presidencia del mismo y logró la elección de un nuevo comité central, esta vez controlado por el centro-izquierda. El cambio en la dirección del partido, sin embargo, no logró enderezar su rumbo ni aclarar su postura en los asuntos del momento, y mantuvo los pactos entre fracciones que llevaban a la parálisis.
En el II Congreso de los Consejos de Campesinos que coincidió con el congreso del PSR, el centro-derecha del partido lo propuso como presidente, pero fue derrotado por María Spiridónova. Tras la división de la conferencia previa al congreso en dos, una favorable a bolcheviques y socialrevolucionarios de izquierda y otra a los socialrevolucionarios, pasó a presidir esta última.
El 18 de diciembrejul./ 31 de diciembre de 1917greg., fue brevemente detenido por la checa junto con otros destacados miembros de la oposición durante una reunión del comité para la defensa de la Asamblea constituyente y liberado por la rápida intervención del comisario de Justicia, el socialrevolucionario de izquierda Isaac Steinberg.

## La Asamblea Constituyente y su disolución por los bolcheviques
Tras la reunión de la Asamblea Constituyente Rusa, en la que los SR habían logrado la victoria numérica frente a sus rivales políticos, el 5 de enerojul./ 18 de enero de 1918greg. Chernov fue elegido presidente de la misma como candidato de los SR de derecha, derrotando a la candidata rival de los SR de izquierda, Mariya Spiridónova. La victoria de los SR, sin embargo, era engañosa: en los grandes centros industriales y en las agrupaciones militares estratégicas la victoria la habían logrado los bolcheviques, que podían hacer uso de esta ventaja estratégica frente a sus adversarios. Chernov había sido elegido por cinco distritos electorales diferentes en las elecciones a la Asamblea. Los dos candidatos a la presidencia de esta, defensores de la revolución, del campesinado y de la paz, representaban a fuerzas que estaban utilizando el prestigio de ambos entre los delegados campesinos para fines diferentes: los socialrevolucionarios de derecha, para destruir la Revolución de Octubre y volver a la guerra del lado Aliado; los bolcheviques, para imponer su modelo de socialismo industrial al campesinado.
Su discurso de apertura fue anodino. En la réplica por parte de los bolcheviques, Nikolái Bujarin rebatió la defensa de Chernov de una república democrática burguesa con brillante oratoria, echándole en cara su deseo de posponer la implantación de un Gobierno socialista.
Fue uno de los dirigentes socialrevolucionarios que permaneció en el Palacio Tauride tras la retirada de los diputados bolcheviques, tratando de aprobar leyes sobre la propiedad de la tierra y la negociación de la paz, conscientes de la amenaza de disolución por los guardias rojos. A las cuatro de la madrugada, se enfrentó al marino anarquista Zhelezniakov, encargado de evacuar la Asamblea por orden los bolcheviques y logró prolongar la sesión veinte minutos más antes de aceptar su levantamiento hasta la tarde siguiente, aunque nunca se volvería a reunir.

## El gobierno bolchevique

### El comienzo de la oposición
Tras la disolución forzosa de la Asamblea, los SR se dividieron en facciones, una favorable a la cooperación con los bolcheviques y otra hostil a la misma, mientras Chernov encabezaba una tercera que trataba de mantener la neutralidad entre unos y otros. De manera parecida a los mencheviques, Chernov defendía el enfrentamiento legal con los bolcheviques a través de la obtención de mayorías en los sóviets y el llamamiento al apoyo de las masas, y se oponía a las conspiraciones contra el Gobierno del Sovnarkom. Como los mencheviques, los socialrevolucionarios dirigidos por Chernov consideraban que las masas estaban siendo engañadas por los bolcheviques y que la formación debía concentrarse en despejar las falsas ilusiones presentadas por estos y reconducir la revolución, evitando el cisma entre las masas.
La paz con los Imperios Centrales hizo que Chernov aceptase la oposición armada al Gobierno de Lenin, el Sovnarkom. Durante la octava conferencia del partido, celebrada en Moscú a donde diversos delegados de la Asamblea Constituyente se habían trasladado a finales de enero por invitación del comité central socialrevolucionario, el partido, aprobó la resistencia armada contra los bolcheviques y la intervención aliada en Rusia con ciertas condiciones (respeto de la integridad territorial y de la soberanía política). Chernov concebía la guerra civil contra el Gobierno como una serie de alzamientos populares, especialmente campesinos, que, sumados, debían acabar con el poder de los bolcheviques. Se oponía a la colaboración con lo que consideraba elementos reaccionarios y defendía la creación de una tercera fuerza, opuesta a la vez a los bolcheviques y a los contrarrevolucionarios.

### El Komuch, el Directorio de Omsk y la dictadura de Kolchak

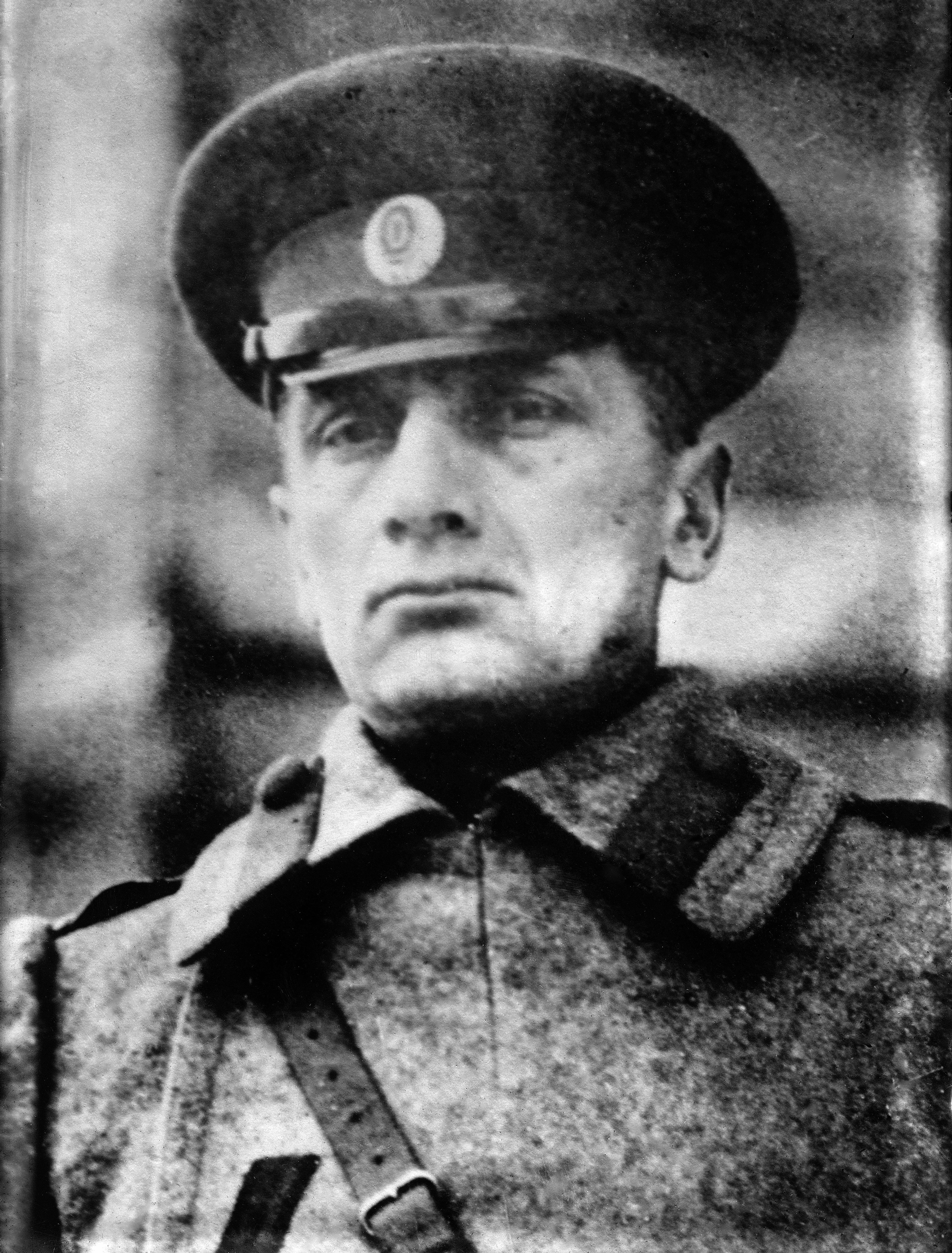
Aleksandr Kolchak, que tomó el poder tras el golpe de Estado que acabó con el Directorio de Omsk. Chernov se opuso a ambos pero, incapaz de enfrentarse por la fuerza con ninguno, acabó abandonando la lucha y pasando a la clandestinidad.

A comienzos de junio, Chernov dejó Moscú y se dirigió a Sarátov y, tras varios retrasos, alcanzó Samara en septiembre tras cuatro meses de alejamiento total de la política por la necesidad de evitar a la checa. En esta ciudad se había formado en junio un Gobierno rival al bolchevique que había proclamado su legitimidad por el respaldo de más de cien diputados de la Asamblea Constituyente Rusa. Tratado con especiales atenciones por el Komuch que, sin embargo, temía su actitud hacia la colaboración con otros elementos más conservadores,  se lo consideraba el candidato ideal para encabezar la lucha contra Lenin. El efímero Gobierno del Komuch, que duró cuatro meses, fue fundamentalmente un Gobierno SR con algunos representantes de las minorías y figuras individuales de los mencheviques y kadetes. Chernov había llegado a territorio «blanco» tras el fin de la conferencia de Ufá celebrada a mediados de septiembre de 1918 y que llevó al establecimiento del Directorio de Omsk, que Chernov rechazó. Este consideraba que el Komuch había claudicado frente a los elementos de la derecha, perdido su legitimidad basada en la Asamblea Constituyente y franqueado el camino a la dictadura mediante la formación del Directorio, que se había de mostrar débil frente a la reacción e incapaz de atraer a las fuerzas democráticas. Chernov había otorgado su apoyo reticente al Komuch, pero se opuso a cualquier nueva coalición con elementos de la derecha o del Ejército. Antes de su llegada a Samara, los miembros presentes del comité central habían aprobado el pacto con los conservadores y cuatro de los siete delegados en la conferencia de Ufá pertenecientes al comité habían votado a favor de la formación del Directorio; con la llegada de Chernov, la actitud de la mayoría cambió y se opuso al pacto ya firmado.
Tras la partida a Omsk de los miembros socialrevolucionarios del Directorio, Avkséntiev y Zenzínov, en octubre, Chernov logró aprobar una resolución del partido que condenaba las acciones de sus delegados en la conferencia de Ufá (24 de octubre de 1918). Chernov y sus seguidores, refugiados por entonces en Ekaterimburgo desde el 19 de octubre después de abandonar Samara por la inminente caída de la ciudad en manos del Ejército Rojo y de pasar por Ufá una vez abandonada esta por el Directorio, rechazaban el Directorio y proponían una actitud intermedia, que rehusaba a la vez el combate con los bolcheviques y el auxilio de la reacción. Su postura quedó plasmada en el llamado «manifiesto Chernov», que se distribuyó a finales de octubre, a pesar de la creciente debilidad de Chernov y sus partidarios en la política regional. El llamamiento a reforzar las unidades del Komuch tuvo escaso éxito pero sirvió a la derecha como justificación para atacar al Directorio. Chernov seguía defendiendo que la legitimidad política residía en el congreso de diputados de la Asamblea constituyente, que lo acompañaba y que él dominaba. En Ekaterimburgo Chernov y los diputados quedaron muy aislados y solo lograron alojamiento y un lugar donde reunirse gracias a la intervención del general checo Radola Gajda. Los insistentes rumores de un posible golpe de mano contra Chernov hicieron que pronto su habitación en el hotel Palais se vigilase noche y día, hasta que el 17 de noviembre llegaron noticias del golpe de Estado contra el Directorio que había tenido lugar en Omsk.
Se opuso con firmeza al golpe de Estado que acabó con el Directorio y alzó al poder a Aleksandr Kolchak y formó un «Comité Extraordinario de Oposición» en Ekaterimburgo, donde se encontraban el comité central del partido y los miembros del congreso de diputados la Asamblea constituyente tratando de lograr el cuórum de diputados necesarios para volver a reunir la asamblea. En una sesión del congreso de diputados de la Asamblea el 19 de noviembre, se aprobó la condena del golpe y se anunció que el congreso tomaba oficialmente el poder, un acto simbólico e inútil por la escasa autoridad y nulo poder de los reunidos. Los llamamientos a los soldados y trabajadores de la ciudad para apoyar al nuevo Gobierno fueron infructuosos. Exigió vanamente la renuncia de Kolchak, amenazándole con unas tropas, las checoslovacas, que no controlaba. La misma noche del 19, su hotel fue asaltado por una unidad fiel a Kolchak y resultó arrestado junto con otros dieciocho dirigentes socialrevolucionarios. Solo la intervención de una columna checoslovaca los salvó de una matanza. Al comienzo, sin embargo, Gajda ordenó que Chernov fuese dejado en la ciudad mientras el resto de detenidos pasaba a Cheliábinsk; únicamente su cambio de opinión libró a Chernov de una muerte segura. Gracias a la intervención de Chernov con los checoslovacos el tren que los expulsó de Ekaterimburgo no fue enviado a Omsk, sino a Ufá, donde residían los restos del Komuch como un Gobierno regional, tras pasar brevemente por Cheliábinsk, donde se hallaba el cuartel general de las tropas checoslovacas. El 18 de noviembre, los socialrevolucionarios agrupados en Ufá volvieron a reclamar la renuncia de Kolchak y a amenazarle con el uso de una fuerza de la que tampoco aquí disponían. Kolchak respondió dando carta blanca a las tropas para acabar con las actividades de Chernov y sus partidarios. Chernov y unos pocos lograron escapar de las unidades militares de Kolchak que entraron en la ciudad el 2 de diciembre, pero veintisiete miembros de la asamblea fueron capturados. Estas acciones de Kolchak llevaron a los dirigentes socialrevolucionarios aún en libertad a denunciar al Gobierno de Omsk y a abandonar la lucha en la guerra civil, al no contar con unidades militares para oponérsele o capaces de unirse a las fuerzas bolcheviques. Chernov siguió defendiendo la lucha en dos frentes, permitiendo incluso el uso del terrorismo contra Kolchak, pero desde su total impotencia en la clandestinidad de Ufá. Más tarde se trasladó a Oremburgo antes de la caída de Ufá en manos de los bolcheviques, y permaneció allí escondido esperando el resultado de las negociaciones con los bolcheviques a través de un intermediario amigo de Máximo Gorki que no dieron fruto alguno.

### Últimos meses en Rusia
Chernov abandonó Oremburgo en marzo tras la legalización del PSR por los bolcheviques el 26 de febrero de 1919, y se trasladó a Moscú. Desconfiando de la anunciada legalización, vivió escondido en Moscú desde marzo de 1919 y en 1920 y comenzó a escribir sus memorias. Al principio vivió a las afueras de la capital, dejándose ver en público, pero con discreción. Pocos días después de la ilegalización del partido, sus publicaciones fueron clausuradas nuevamente y se retomó la represión del PSR. Chernov evitó su detención por haberse trasladado de domicilio pocos días antes de comenzar de nuevo la persecución a los socialrevolucionarios por parte de la Checa, aunque algunos de sus compañeros fueron arrestados. Hacia finales de 1919, se intensificó la búsqueda por la Checa de los miembros del comité central del PSR y Chernov solo logró evitar ser detenido cambiando continuamente de residencia. En mayo de 1920, realizó un discurso contra la corrupción y opresión bolchevique en una reunión organizada por el sindicato de impresores de Moscú con motivo de la visita de una delegación laborista británica. Abandonó el país en el otoño, cruzando la frontera estonia con un pasaporte falso.

## Tercer exilio y muerte
Retomó la edición de Rusia Revolucionaria en Revel en diciembre de 1920. Desde octubre de 1921, se convirtió en la publicación oficial del partido que, por otra parte, había sido eliminado de Rusia desde mediados de año con el arresto de todos los miembros del comité central que no se habían exiliado. Chernov había ofrecido su ayuda a los marinos alzados en Kronstadt en marzo de 1921, que la rechazaron. En 1922 el centro de actividades de los socialrevolucionarios exiliados se trasladó a Berlín, donde publicaron La voz de Rusia, con el objetivo fundamental de defender a sus correligionarios que estaban siendo por entonces juzgados en Rusia por terrorismo e insurrección armada contra los bolcheviques. En 1923 se trasladó a Checoslovaquia, donde continuó su agitación política hasta que los bolcheviques acabaron con sus contactos con Rusia.
Pasó la mayor parte del periodo de entreguerras en Praga, dedicándose a escribir. Enseñó además sociología y ciencias políticas. A finales de 1928, viajó a Bélgica y los Países Bajos para dar conferencias por invitación del Instituto Internacional de Historia Social de Ámsterdam. Residió en Estados Unidos entre finales de 1928 y principios de 1931, donde una beca le permitió escribir su historia de la revolución rusa y dio varias conferencias. En 1931 regresó a Praga, de donde salió poco antes de la ocupación alemana del país. Se trasladó entonces a Bruselas y más tarde a París, de donde tuvo que huir a pie dos días antes de la entrada alemana en la ciudad en la primavera de 1940. Todos sus manuscritos, archivo y biblioteca cayeron en manos de la Gestapo. Atrapado en la zona ocupada de Francia, solo logró alcanzar Marsella en abril de 1941. Tardó dos meses más en cruzar España y Portugal, en donde esperó para lograr un pasaje para los Estados Unidos. Gracias a la ayuda del Comité Obrero Judío, logró alcanzar Nueva York junto a su esposa el 21 de junio de 1941 en un barco portugués, con visado de emergencia de visitante. En 1946 logró la residencia permanente en el país y hasta 1950 mantuvo la publicación de Por la libertad. Murió en el exilio, en un pobre apartamento neoyorquino, el 15 de abril de 1952, con 78 años.